# Teslin
Teslin es un pueblo canadiense situado en el territorio de Yukón.

## Superficie
Teslin tiene una superficie de 3,77 km².

## Demografía
En 2021, tenía 239 habitantes, una densidad poblacional de 63,3 hab./km², y 144 viviendas.